# ГЕС Harpefossen
ГЕС Harpefossen — гідроелектростанція у південній частині Норвегії, за шістдесят кілометрів на північний захід від Ліллегаммера. Знаходячись між ГЕС Ростен (вище за течією) та ГЕС Hunderfossen, входить до складу каскаду на річці Гудбраннсдалслоген, яка дренує озеро Lesjaskogsvatnet (Lesjavatn) та завершується у озері Мйоса, яке через Ворму та Гломму належить до басейну Осло-фіорду. Можливо відзначити, що Lesjaskogsvatnet відоме своєю біфуркацією, оскільки дає також початок річці Раума (впадає до Romsdalsfjord на протилежному березі країни від Осло-фіорду).
У межах проєкту перед порогами Solbråfossen звели бетонну греблю заввишки 16 метрів та завдовжки 125 метрів, від якої через два водоводи діаметром по 7 метрів ресурс подається до розташованого у лівобережному масиві машинного залу. Можливо відзначити, що хоча гребля і не створює значного сховища, проте розташовані вище по сточищу Гудбраннсдалслоген електростанції (наприклад, споруджені на правих притоках ГЕС Фрамрусте, Øvre Vinstra та Nedre Vinstra) мають значні резервуари, котрі забезпечують на етапі ГЕС Harpefossen вельми суттєвий загальний об'єм водосховищ системи — 994 млн м3.
Основне обладнання станції складають дві турбіни типу Каплан потужністю по 46 МВт, які при напорі у 35 метрів повинні виробляти 432 млн кВт-год електроенергії на рік.
Відпрацьована вода через відвідний тунель завдовжки 1,3 км повертається в річку нижче від наступних порогів Harpefossen.